# Gertie il dinosauro
Gertie il dinosauro (Gertie the Dinosaur) è un cortometraggio animato del 1914 diretto, ideato, prodotto e interpretato da Winsor McCay.
Questo storico cortometraggio è stato fonte di ispirazione per tutta una generazione di animatori, in grazia della inedita, per l'epoca, caratterizzazione dei personaggi. Winsor McCay creò Gertie basandosi sulla figura del brontosauro, sulle informazioni scientifiche disponibili all'epoca e sullo scheletro di Apatosaurus dell'American Museum of Natural History.
Nel 1991 il film è stato scelto per la conservazione nel National Film Registry della Biblioteca del Congresso degli Stati Uniti.

## Produzione
Il prologo, con la scena dei cartoonist, venne girato al Riesenweber's Restaurant di New York.

## Distribuzione
Distribuito dalla Box Office Attractions Company, fu distribuito nelle sale statunitensi il 15 settembre 1914.

Copie della pellicola sono conservate negli archivi della Library of Congress (American Film Institute / Paul Killiam collection) e alla Cinémathèque Québécoise (compreso parte del positivo in 35 mm e degli elementi in 16 mm).